# Bollnäs
Bollnäs je město v kraji Gävleborg ve Švédsku. Rozkládá se na severním konci jezera Varpen na řece Ljusnan. V roce 2015 ve městě žilo 13 716 obyvatel.

## Dějiny
První psanou zmínku o sídle zanechal vikář Ingemund v roce 1312, kdy ho zmiňuje jako Baldenaes, což reflektuje dlouhou pevninskou šíji vybíhající do blízkého jezera. Předtím než obdrželo jméno Bollnäs jmenovalo se Bro By, což znamená mostová vesnice. Status města obdrželo v roce 1942.